# Henry Hudson

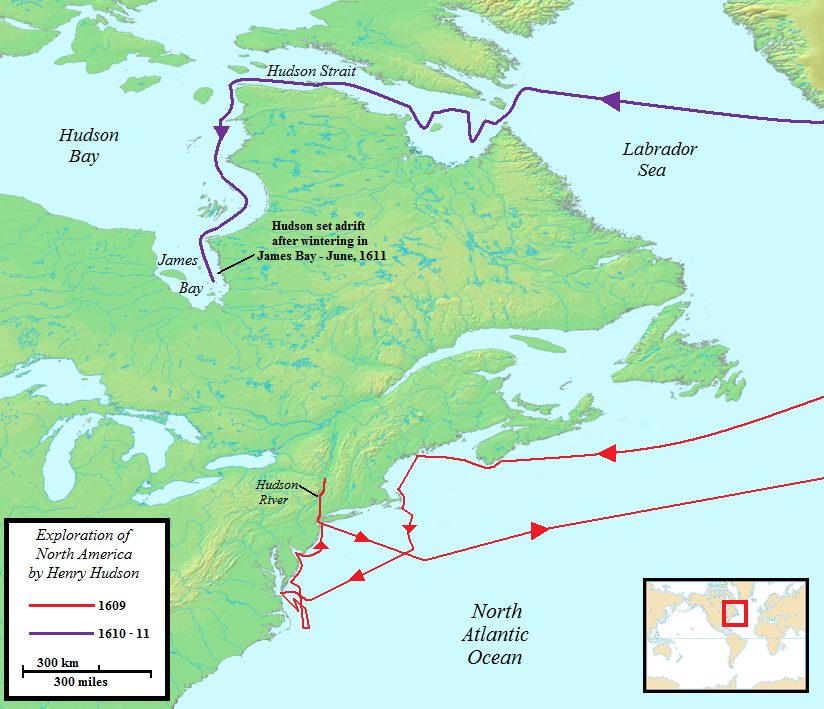
Mapa wypraw Hudsona

Henry Hudson (ur. ok. 1565 w Londynie, zm. po 22 czerwca 1611) – angielski żeglarz i odkrywca, badacz Arktyki.
Największym przedsięwzięciem badawczym Hudsona było poszukiwanie Przejścia Północno-Zachodniego i Północno-Wschodniego z Europy na Daleki Wschód. Żadne z tych zadań się nie powiodło, lecz przy okazji zmagań Hudson dokonał wielu cennych odkryć geograficznych.

## Życiorys
W czasie swej pierwszej wyprawy, na zlecenie spółki kupców angielskich „Muscovy Company” w 1607, starał się dotrzeć do Azji przez biegun północny. Żeglując wzdłuż wschodnich wybrzeży Grenlandii i na północ od Spitsbergenu dotarł do szerokości 81°N, po czym został zatrzymany przez lody. Udało mu się jednak opłynąć znaczną część Spitsbergenu i odkryć nieznaną dotąd Wyspę Niedźwiedzią. Informacje o bogactwie życia biologicznego na uznawanych za jałowe akwenach, spowodowały rozwój wielorybnictwa i polowań na foki. W czasie drugiej wyprawy na wschód przedostał się za Nową Ziemię, ale nie pokonał zalodzonego Morza Karskiego.
W czasie swej trzeciej wyprawy w 1609, będąc tym razem w służbie holenderskiej, udał się na zachód i dotarł do odkrytej wcześniej przez Johna Cabota Nowej Fundlandii. Po osiągnięciu tej wyspy skierował się na południe i dopłynął do ujścia rzeki nazwanej jego imieniem w dzisiejszym stanie Nowy Jork. Odkrycia te zapoczątkowały holenderskie osadnictwo w tym rejonie i powstanie Nowej Holandii. 
W czwartym rejsie (1610-1611) ponownie udał się na wody arktyczne. Opłynął Grenlandię i wzdłuż wybrzeży Labradoru osiągnął odkrytą wcześniej przez Davisa, lecz nazwaną jego imieniem Cieśninę Hudsona. Następnie przedostał się na wody Zatoki Hudsona, gdzie na wybrzeżu Zatoki Jamesa załoga przezimowała. 

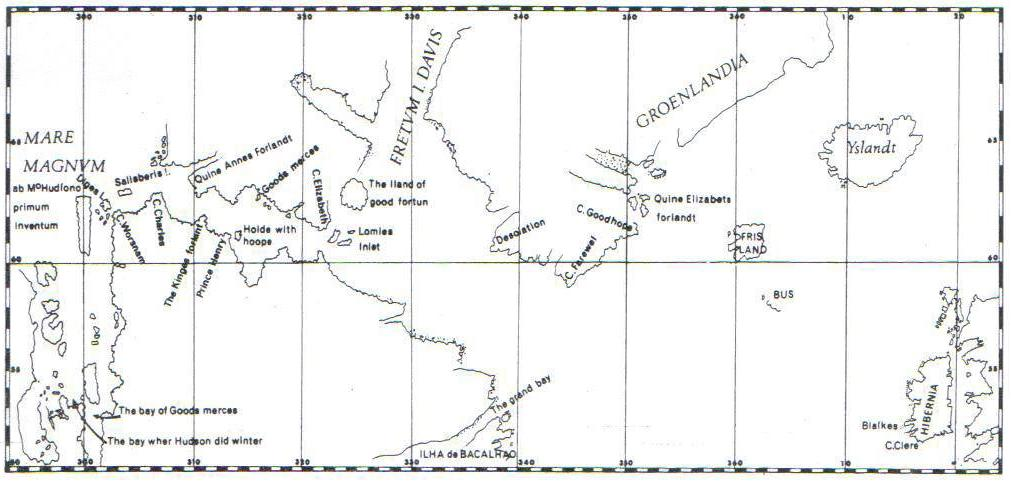
Mapa geograficzna czwartego rejsu Henry'ego Hudsona (1610-1611)

Hudson był przekonany, iż odkryty przez niego akwen jest Oceanem Spokojnym i zamierzał kontynuować podróż na zachód. 
Zapalczywość Hudsona oraz pragnienie nagród i zaszczytów pozbawiły go zdrowego osądu. Załoga była nieprzygotowana na tak długi rejs. Brakowało wszystkiego, ludzie umierali z głodu, zimna i chorób – mogło dochodzić również do przypadków kanibalizmu. Hudson pogrążał się w swoim szaleństwie odnalezienia północnego szlaku, choć doniesienia Inuitów świadczyły o tym, że przejścia nie ma. W końcu dalszy rejs uniemożliwił bunt załogi, która po opanowaniu okrętu pozostawiła Hudsona wraz z jego synem Johnem i ośmioma wiernymi członkami załogi na pustynnym wybrzeżu i odpłynęła w drogę powrotną. Buntownicy zdołali dotrzeć do Anglii i tam złożyć sprawozdanie. Wysłana w latach 1612-1613 wyprawa ratunkowa nie zdołała odnaleźć żadnych śladów Hudsona i jego współtowarzyszy.